# Pagak (Sumberlawang)
Pagak is een bestuurslaag in het regentschap Sragen van de provincie Midden-Java, Indonesië. Pagak telt 3144 inwoners (volkstelling 2010).